# Малая Речка (приток Касатки)
Малая Речка (устар. Тумска) — река в России, протекает по Колпашевскому району Томской области. Устье реки находится в 8 км от устья реки Касатка по левому берегу. Длина реки составляет 15 км.

## Данные водного реестра
По данным государственного водного реестра России относится к Верхнеобскому бассейновому округу, водохозяйственный участок реки — Кеть, речной подбассейн реки — бассейн притоков (Верхней) Оби от Чулыма до Кети. Речной бассейн реки — (Верхняя) Обь до впадения Иртыша.

## Топографические карты
- Лист карты O-44-XVIII. Масштаб: 1 : 200 000. Состояние местности на 1979 год. Издание 1988 г.
- Лист карты O-44-60. Масштаб: 1 : 100 000. Указать дату выпуска/состояния местности.